# Pittenzak

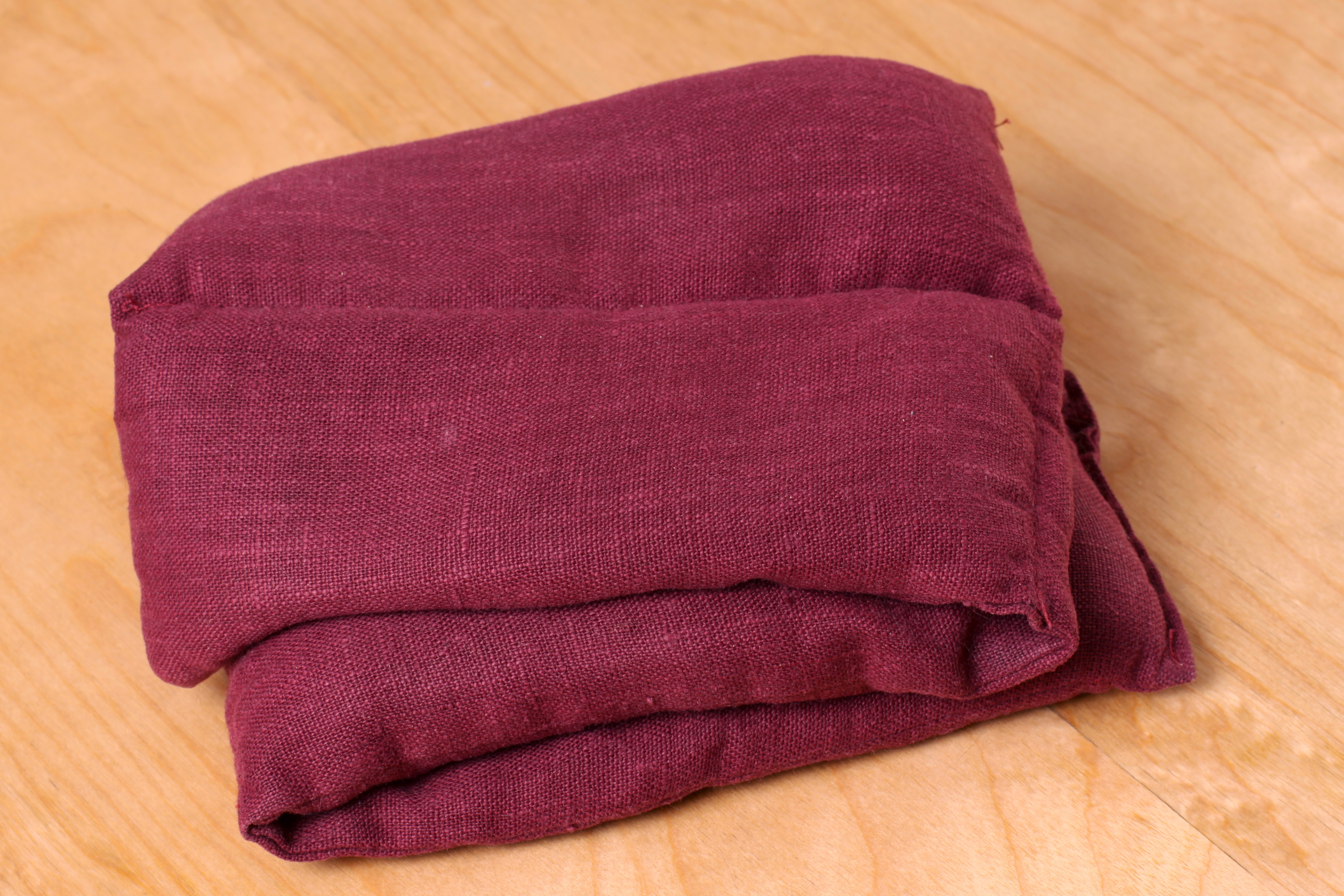

Een pittenzak, ook wel bekend als (kersen)pitkussen of "hittepit", is een zak gevuld met kersenpitten, tarwe of een ander korrelig materiaal, die in de magnetron (of oven) wordt opgewarmd of in de vriezer wordt gekoeld. Hij wordt vaak gebruikt tegen allerlei soorten pijn en als "droge kruik" in bed.

## Geschiedenis
Het verhaal gaat dat de arbeidsters die in een Zwitserse likeurfabriek werkten de pitten, die daar als afval werden weggegooid, opraapten en er kussens van maakten om zich warm mee te houden tijdens hun werk. Maar bij opgravingen in een middeleeuwse vuilnishoop in Münster in 1998 zijn er resten gevonden van een stoffen zak en kersenpitten, wat mogelijk betekent dat al in de middeleeuwen kersenpittenzakken werden gebruikt.

## Soorten
Er zijn veel verschillende pittenzakken. Ze worden gevuld met kersenpitten, maar ook wel met graan of rijst. Soms wordt er lavendel ingedaan voor de geur. De pittenzakken worden onder andere verwerkt in knuffels. Ook zijn ze er in de vorm van een U-vormige sjaal, maar meestal zijn het rechthoekige zakken waarbij de stof van katoen of flanel is. Pittenzakken zijn er met alle mogelijke motieven en kleuren en ook met opdruk.

## Gebruik
Een pittenzak wordt gebruikt als huismiddel tegen bijvoorbeeld buikpijn, gewrichtspijn, menstruatiepijn, koude voeten en rugpijn. Ook wordt hij gebruikt als een kruik in bed, en (minder vaak) als koelcompres. Er zijn pittenzakjes speciaal voor baby's, ze zouden darmkramp doen afnemen.
Door de pittenzak eerst licht te bevochtigen (bijvoorbeeld met behulp van een plantenspuit) en daarna te verwarmen in een magnetron of oven, of te koelen in de diepvries, houden de pitten de temperatuur lange tijd vast. Meerdere wetenschappelijke studies tonen aan dat warmte werkt bij verschillende pijnen en stijve gespannen spieren.